# Fészeklakó és fészekhagyó
A fészekhagyó (nidifugus, autofág, prekociális) és fészeklakó (nidicol, fészekben maradó; insessores, altricial, régiesen fészkenülő) kifejezések az ontogenézis (kifejlődés a kikeléstől vagy megszületéstől a teljes „beérésig”) szempontjából kategorizálják a gerinceseket, azonban leggyakrabban madarakra és emlősökre alkalmazzák. Általánosságban elmondható hogy az előbbiek magas fejlettségűként, míg utóbbiak alacsony fejlettségűként jönnek a világra. 
Madarak

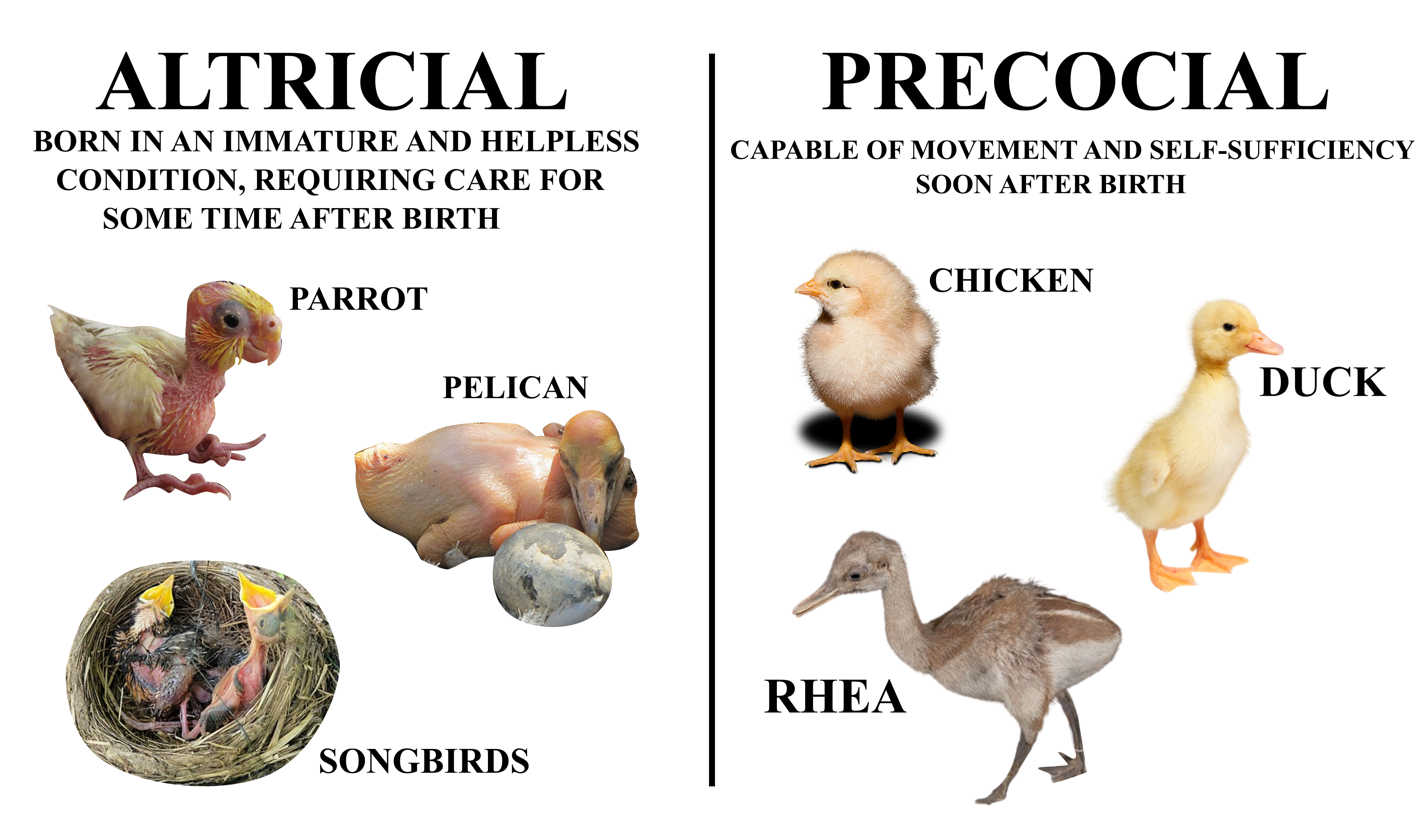
Fészeklakók (b) és fészekhagyók (j)

Általában a fészeklakó madarak kicsinyét fiókának, míg a fészekhagyókat csibének hívjuk. Ezek a kategóriák átmenetet képeznek, így előfordulnak olyan fajok is, melyek még teljes röpképességük előtt kiugranak (ilyen például a fekete rigó), ezért ezeket bizonyos esetekben mint „részleges fészekhagyó” említik. Attól függően, hogy a faj fészeklakó vagy fészekhagyó típusba sorolható, a kikelő fiókák csupaszon, illetve dús pehelytollazattal (de – mint például a kis bíbicek – amíg ki nem nő második tollruhájuk, még nem tudnak repülni) kelnek ki a tojásból. E szabály alól is van azonban kivétel, hiszen a fészeklakó ragadozók fiókái finom pehelytollakkal borítva kelnek.
A fészekhagyó egyedfejlődés az ősibb típusú, ősibb madárfajok ivadékaira jellemző, míg a fészeklakó egyedfejlődés madaraknál az evolúció során újabb keletű.
Fészekhagyó például a házi tyúk, fürj, fogoly stb., fészeklakó többek között valamennyi énekesmadár, a szárcsa és a vízityúk. A guvatfélék viselkedése átmenetet mutat a fészeklakóké és a fészekhagyóké között.
Emlősök
Emlősöknél a fészekhagyásos életmód alakult ki az evolúció újabb „vívmányaként”, tehát másodlagosan. Ezek szerint az emberi csecsemők egyedfejlődésében a fészeklakó (emberi gondoskodásra szoruló) ősi jelleg az emlősök evolúciója során megmaradt, míg egyes fejlettebb emlőscsoportok (pl. a nagy testű patások) utódai másodlagosan váltak fészekhagyókká. 
A legfontosabb ismérv, ami alapján a rágcsálókat két nagy csoportba oszthatjuk az, hogy kicsinyeik fészeklakók (egér, patkány, hörcsög), vagy fészekhagyók-e (degu, tengerimalac, csincsilla). A nyulaknál az üregi nyúl fészeklakó, míg a mezei nyúl fészekhagyó.
Hüllők
A hüllőknél az evolúció kezdetén a fészekhagyás, mint az elsődleges egyedfejlődési forma alakulhatott ki.